# Okrug Telšiai
Okrug Telšiai (litavski: Telšių apskritis) je jedan od deset okruga u Litvi. Središte okruga je grad Telšiai. Dana 1. srpnja 2010. okružna uprava je ukinuta, a od tog datuma, Okrug Telšiai ostaje teritorijalna i statistička jedinica.

## Zemljopis
Okrug Telšiai nalazi se na sjeveruzapadu zemlje, na sjeveru graniči s Latvijom. Susjedni okruzi su Šiauliai na istoku, Klaipėda na zapadu, te okrug Tauragė na jugu.

## Općine
Okrug Telšiai je podjeljen na četiri općine.
- Općina Mažeikiai
- Općina Plungė
- Općina Rietavas
- Općina Telšiai

## Vanjske poveznice
- Službene stranice okruga